# Toni Atkins
Toni Gayle Atkins (Max Meadows, 1 de agosto de 1962) es una política estadounidense que se desempeñó como la 51.ª presidenta pro tempore del Senado Estatal de California de 2018 a 2024. Miembro del Partido Demócrata, anteriormente se desempeñó como la 69.ª presidenta de la Asamblea Estatal de California de 2014 a 2016 y como líder de la mayoría de la Asamblea Estatal de California de 2012 a 2014. Representó al distrito 39 del Senado estatal de 2016 a 2024, abarcando la mayor parte de San Diego.
Al ser elegida presidenta de la Asamblea Estatal, se convirtió en la tercera mujer y la primera lesbiana reconocida en ser elegida para el cargo, así como la primera legisladora de San Diego en ocupar el cargo. Fue miembro del Concejo Municipal de San Diego desde 2000 hasta 2008, incluido un período como alcaldesa interina de San Diego en 2005. También se desempeñó como gobernadora interina de California durante nueve horas el 30 de julio de 2014, lo que la convirtió en la "primera gobernadora abiertamente gay" de California, y nuevamente el 6 de julio de 2023, donde se convirtió en la primera persona abiertamente LGBT en firmar un proyecto de ley en el estado. En 2018, fue elegida presidenta pro tempore del Senado estatal, convirtiéndose en la primera mujer y la primera persona abiertamente LGBT en liderar el Senado estatal de California, y la primera mujer y persona LGBT en liderar ambas cámaras de la legislatura estatal. El 19 de enero de 2024, lanzó su campaña para gobernadora en las elecciones de 2026.

## Biografía
Atkins pasó sus primeros años en Max Meadows y se mudó a Roanoke a la edad de siete años. Su padre era minero y su madre costurera; creció en un hogar sin agua corriente. Se graduó de Emory & Henry College en 1984 y obtuvo una licenciatura en ciencias políticas, con especialización en organización comunitaria.
Atkins es uno de los ocho miembros del Caucus Legislativo LGBT de California. Vive en el barrio de South Park de San Diego con su esposa, Jennifer LeSar.

## Carrera

### Concejo Municipal de San Diego
Atkins fue elegida para un escaño en el Concejo Municipal en noviembre de 2000. En abril de 2005, el alcalde Dick Murphy dimitió tras las críticas por su gestión de los problemas fiscales de la ciudad. El concejal Michael Zucchet, quien era vicealcalde, asumió el cargo, pero tres días después, renunció junto con el concejal Ralph Inzunza después de ser condenados por fraude electrónico y violaciones de la Ley Hobbs. En una votación de emergencia el 19 de julio, Atkins fue elegido por los otros cinco miembros del consejo para asumir el cargo de alcalde pro tempore durante una semana. El 25 de julio reafirmaron su elección y designaron a Atkins como vicealcalde para servir hasta que Jerry Sanders asumiera el cargo de alcalde el 5 de diciembre. Atkins fue la primera alcaldesa abiertamente lesbiana de San Diego.

### Asamblea Estatal
Fue elegida para la Asamblea Estatal de California por el distrito 76 en noviembre de 2010, recibiendo el 57,7% de los votos. En noviembre de 2012 se presentó como candidata para el distrito 78 de la Asamblea debido a la redistribución de distritos y ganó con el 62% de los votos.
En 2012, fue elegida líder de la mayoría de la Asamblea Estatal de California; en enero de 2014 fue elegida por el Caucus Demócrata para asumir el cargo de presidenta de la Asamblea más adelante ese año, en reemplazo del presidente John Pérez, cuyo mandato había expirado. Fue la primera presidenta de la Asamblea de San Diego, la primera lesbiana en ocupar el cargo y la tercera mujer en hacerlo. Atkins fue reelegida como presidenta de la Cámara de Representantes por el bloque demócrata en noviembre de 2014. Como presidenta de la Cámara de Representantes, ayudó a redactar y asegurar la aprobación de un bono de agua por 7.500 millones de dólares que fue aprobado por la legislatura y los votantes en 2014. Atkins enfrentó protestas por su voto a favor de una legislación que limitaría la agregación de opciones comunitarias. Atkins renunció como presidenta de la Asamblea en marzo de 2016.

### Senado Estatal
Se postuló como candidata para el distrito 39 del Senado Estatal de California en 2016, desafiando inicialmente al titular Marty Block, también demócrata, antes de que Block se retirara. En las elecciones generales, derrotó al republicano John Renison con el 62% de los votos. En 2018, Atkins sucedió a Kevin de León como presidente pro tempore del Senado estatal. Esto la convirtió en la primera mujer y la primera persona abiertamente LGBT en liderar el Senado del Estado de California. Ella es la tercera persona que ejerce como Presidenta de la Asamblea y Presidenta pro tempore del Senado, después de Ransom Burnell y James T. Farley.
Atkins ha enfrentado críticas por aceptar donaciones de corporaciones de combustibles fósiles y por no aprobar leyes climáticas importantes. Sus críticos señalaron que ella designó a opositores a la acción climática para comités en los que tendrían un impacto en la legislación medioambiental.